# Rhopalomyzus tianshanica
Rhopalomyzus tianshanica är en insektsart. Rhopalomyzus tianshanica ingår i släktet Rhopalomyzus och familjen långrörsbladlöss. Inga underarter finns listade i Catalogue of Life.